# Boronia safrolifera
Boronia safrolifera es una especie de arbusto perteneciente a la familia de los cítricos. Es originaria de Australia.

## Descripción
Es un arbusto que alcanza un tamaño de 0,5-1 m de altura, las ramitas poco a moderadamente hirsutas. Las hojas son pinnadas con 7-19 folíolos, el folíolo terminal más corto; el raquis 90-30 mm de largo, con alas curvadas, foliolos estrecho-elípticos a elíptico-oblongos o estrechos, de 3-15 mm mm de largo, 1.3 de ancho, el ápice obtuso a agudo y mucronado, márgenes enteros o ligeramente dentados, recurvado de plano, glabro a escasamente hirsutos, más pálida la superficie inferior; pecíolo 3-10 mm de largo. Las inflorescencias son terminales para axilares, con 3-6 flores; y pedicelos de 4-12 mm de largo. Cáliz glabro. Pétalos 5-7, imbricados, de color rosa oscuro (ocasionalmente claro), glabro a excepción de los márgenes ciliados, no es persistente en el fruto.

## Distribución y hábitat
Crece en suelos arenosos, húmedos y cálidos al norte de Port Stephens en Nueva Gales del Sur y también en Queensland.

## Taxonomía
Boronia safrolifera fue descrita por Edwin Cheel y publicado en Journal and Proceedings of the Royal Society of New South Wales: 58: 146, en el año 1924.
Sinonimia
- Boronia pinnata var. alba F.M.Bailey
- Boronia safrolifera var. alba (F.M.Bailey) C.T.White[4]